# 天帝
天帝（てんてい、拼音: tian di）、上帝（じょうてい、拼音: shang di）は、中国における天上の最高神を意味する語。
1. 天地・宇宙・万物を支配する神、造物主（古代中国）。
2. 神、ヤハウェ（キリスト教）。
3. 帝釈天（仏教）。

## 分類

### 殷代の上帝
古代中国より天子は天帝を祀ることを義務（天義）とされた。これらは歴代の王朝に受け継がれている。商（殷）の甲骨文に上帝の名でこのことが書かれている。ただし、当時天帝を祀ることは天子にしか出来ないことで、これを天子の天権といった。一般の民が太上老君（老子）や黄帝を祀ると、それが道教の基盤になる。周の時代で天命・革命の概念と結びつく。

### 周代の天帝
周代に於いてはほとんどの民は天帝の存在を認知しておらず、天子のみ拝することのできるものとして捉えられている。唐代では太上老君、太上道君、元始天尊の三尊などが崇拝され、これらが道教の中心となった。始上天帝は夏代後期に完成したとされているが、周代ではすでにあらゆるものの司神として崇められている。道教においての最高神であるが、道教本教にはあまり記述はみられない。基本的概念は殷代から受け継がれていて、それらは唐代に三尊が成立するまで変わらない。

### 道教の天帝
同意で「天皇大帝」とも。元は「大帝」や「上帝」と呼んだ。道教の誕生と同時に三皇五帝と同時に信仰される対象である。ヤハヴェやアッラーフのように容姿が見えない主であり、写像が禁止されているわけではないが、絵画としては描かれない。対義に「地帝」がある。万物を支配し、陰陽と太極を司る。天帝はこの世の全ての者を監視し、裁判を行う。天帝を信じ、善行を行う者は天恵を与え、天帝を背徳し悪行を行う者は天罰を与える。それらは寿命にも影響を及ぼす。人々に「三尸（さんし）」という虫を忍ばせ、庚申の日の夜に人が寝ている間に天帝あるいは泰山府君の元へその者の罪を知らせに行かせるとされる。「庚申塔」という場所でその日徹夜をして、三尸を行かせないようにする儀式もある。死を司る北斗星君との習合もされた。北斗七星を乗り物にするとも。
天帝は普段人の前に姿を見せない。人がもっとも天帝に近づけるのは泰山の頂上である。天帝自身は特に役割を持っていない（後に役割を持つ天帝への整備・分割も行なわれた）。それぞれの役割を他の帝に任せている。また、天子聖人が現れる際に「麒麟」という架空の動物を遣わしたり、悪人が増えれば天災を堕としたりと、善悪に関しては厳しい。基本的に道教の中心となっている上に、絶対的な決定力を持つ。宇宙神とは少し考え方が違う。
寓話・七夕記（牛郎織女）／天帝の娘である織女（織姫）の織る生地はそれは見事であったという。しかし、毎日それに明け暮れるのは如何程かと考えた天帝は、織女に牽牛（彦星）という若者を紹介した。しばらくすると織女は機織りの仕事を忘れ、牽牛と遊んでばかり。それに立腹した天帝は、二人を天の川を境に引き裂いた。だが、牽牛と会えないと知った織女は機織りも手につかず、毎日のように嘆くばかり。そこで天帝（玉皇大帝）は一年に一度、中国暦（太陽太陰暦）の7月7日（旧暦）に出会う事を許した。当日は天の川をカササギが橋を造る。しかし、曇った日は天の川が氾濫し、出会うことが出来なくなる。そこで、二人が出会えるように笹と短冊を奉り祈るのである。
五方上下の守護を司る、黄帝、白帝、赤帝、黒帝、青帝、天帝、地帝の一人。古くはこれを七帝といった。属性色を蒼、風水上は命。現行風水術では天を計測範囲としないが、昔は七方向を全て測った。儒教経典では五方上帝（黄帝、白帝、赤帝、黒帝、青帝）の上に昊天上帝（皇天上帝、皇皇后帝とも）がある。
「皇帝」もまた、天帝と同じ位であることを示すために始皇帝が用いた単語である。それ以前に夏や商（殷）、周の諸王が「帝」という単語を至一の尊語として用いた。天帝はそれらを超えて、最上級の尊称である。
天帝には過ちが三つあるというが、その詳細は不明である。恐らく信仰上で不都合となり、抹消されたとの考え方もあるらしい。

### 仏教の天帝
妙見菩薩へと習合された。また帝釈天との習合もされ、三尸は青面金剛や四天王にも習合された。毘沙門天を天主とすることも。

### キリスト教の天帝
キリスト教における神の事。天帝はDeus（デウス）の訳語のひとつ。キリスト教は天主教、天主公教などの呼称とともに天帝宗とも称された。